# Obereopsis insularis
Obereopsis insularis là một loài bọ cánh cứng trong họ Cerambycidae.